# Stelian Moculescu
Stelian Moculescu (Brașov, 6 maggio 1950) è un ex pallavolista e allenatore di pallavolo rumeno.

## Palmarès

### Giocatore
- Campionato tedesco: 1

Monaco 1860: 1974-1975
- Coppa di Germania: 2

Monaco 1860: 1973, 1975
- Campionato austriaco: 1

hotVolleys Vienna: 1980-1981

### Allenatore
- Campionato austriaco: 2

hotVolleys Vienna: 1983-1984, 1984-1985
- Campionato tedesco: 19

Monaco 1860: 1977-1978, 1979-1980
TSV Milbertshofen: 1990-1991
ASV Dachau: 1994-1995, 1995-1996
VfB Friedrichshafen: 1997-1998, 1998-1999, 1999-2000, 2000-2001, 2001-2002, 2004-2005, 2005-2006, 2006-2007, 2007-2008, 2008-2009, 2009-2010, 2010-2011, 2014-2015
Charlottenburg: 2017-2018
- Coppa d'Austria: 2

hotVolleys Vienna: 1984, 1985
- Coppa di Germania: 19

Monaco 1860: 1977-1978, 1978-1979, 1979-1980
VC Passau: 1981-1982
TSV Milbertshofen: 1989-1990
ASV Dachau: 1996-1997
VfB Friedrichshafen: 1997-1998, 1998-1999, 2000-2001, 2001-2002, 2002-2003, 2003-2004, 2004-2005, 2005-2006, 2006-2007, 2007-2008, 2011-2012, 2013-2014, 2014-2015
- Champions League: 1

VfB Friedrichshafen: 2006-07